# Ivan Stibiel
Ivan Stibiel [stibíl], slovenski rimskokatoliški duhovnik in misijonar med izseljenci v Združenih državah Amerike, * 31. oktober 1821, Vrtovin, † 13. januar 1869, Allegheny, Pittsburgh,  Pensilvanija.

## Življenje in delo
Ivan Stibiel (stric Janka Stibiela), tudi Janez Stibjel in John Stibiel se je rodil v kmečki družini Janezu in Marjani Stibiel, rojeni Ličen. Šolal se je v goriškem malem semenišču in bil istočasno domači učitelj pri grofu Lanthierju. V času študija na goriškem bogoslovju ga je profesor stare zaveze Janez Mozetič navdušil za delo med izseljenci v Združenih državah Amerike, kamor je kasneje tudi odšel. Stibiel je bil v mašnika posvečen 29. septembra 1845. Najprej je bil dve leti kaplan v Bovcu, nato kaplan in župnijski upravitelj na Placuti v Gorici in nato eno leto v Podnanosu. V Ameriko je odšel leta 1850, ko je prišel ponj in po še štiri druge duhovnike Janez Mozetič. Mozetič mu je v Alleghenyu (sedaj predel velemesta Pittsburgha) prepustil svojo župnijo Device Marije. Stibiel je takoj po prevzemu župnije tu postavil novo šolo in župnišče, kmalu nato pa še novo cerkev. Dobil je tudi zemljišče za novo pokopališče in vpeljal delovanje raznih društev. Za nove naseljence, ki so gradili pennsylvansko železnico, je dal zgraditi dve cerkvi s šolama, mnoge druge pa je povečal. Stibiel je po Mozetičevem odhodu v domovino leta 1853 postal generalni vikar pittsburške škofije, še naprej pa je delal v svoji župniji. 8. decembra 1868 je težko zbolel in ni več okreval. Ivan Stibiel je med izseljenci užival velik ugled, na njegovem grobu so postavili spominsko kapelico. 